# Цена нелюбви
Нам нужно поговорить о Кевине («Что-то не так с Кевином», «Цена нелюбви») роман Лайонел Шрайвер 2003 года, опубликованный Serpent's Tail, о вымышленной школьной резне. Она написана с точки зрения матери подростка-убийцы, Евы Качадурян, и документально подтверждает её попытку смириться со своим сыном Кевином и убийствами, совершёнными им, как говорится в серии писем от Евы к её мужу. Роман выиграл в 2005 году в премии Orange Prize, британский приз для авторов-женщин любой страны, которые пишут на английском языке. В 2011 году по мотивам романа был снят фильм. 

## Сюжет
После резни в школе, устроенной Кевином Качадуряном, его мать Ева пишет письма мужу Франклину. В этих письмах она рассказывает историю своих отношений с мужем, описывает события из жизни Кевина вплоть до убийств, а также свои мысли об их с сыном отношениях. Ева также показывает события, которые пыталась держать в секрете, например, когда она сорвалась и сломала руку Кевина во внезапном приступе ярости. Также было показано посещение Евой Кевина в тюрьме, где они, как представляется, имеют противоборствующие отношения.
Кевин практически не проявляет привязанности к своей семье или моральной ответственности по отношению к ней, и, казалось бы, относится ко всем с презрением и ненавистью, особенно к своей матери, которой он противостоит. Он участвует во многих актах мелкого вредительства. Всё началось с самого раннего возраста, с невинных действий - таких как распыление краски на старательно наклеенные редкие карты, что несомненно взбесило Еву. Единственное занятие, за которое Кевин берётся с удовольствием, — это стрельба из лука, которой он занимается, следуя своему любимому герою детства — Робин Гуду.
Несмотря на ухудшение поведения Кевина, Франклин защищает его, будучи убеждённым, что его сын здоровый, нормальный мальчик и что есть разумное объяснение всему, что он делает. Кевин играет роль любящего, уважительного сына, когда Франклин рядом. Это создает разрыв между Евой и Франклином. Незадолго до резни в школе Франклин решает развестись.
Когда сестре Кевина Селии исполнилось шесть лет, она потеряла глаз. Причиной стало то, что Ева, использовав каустический очиститель слива, чтобы очистить засор в раковине, забыла спрятать его. Мать твёрдо верит, что Кевин, который в то время должен был следить за сестрой, вылил очиститель на лицо Селии, уничтожив глаз и оставив рубцы на лице. Мероприятие также связано с более ранним инцидентом, связанным с исчезновением домашнего грызуна Селии.
Что касается истории самой резни, то, наконец, выяснилось, что Франклин и Селия на самом деле мертвы. Кевин убил их обоих из арбалета перед поездкой в школу, где он напал на девятерых одноклассников, работника кафетерия и учительницу. Ева считает, что он сделал это, потому что услышал, как она и Франклин обсуждали детали развода, и решил, что отец получит опеку над ним, тем самым лишив сына окончательной победы над матерью.
Роман заканчивается второй годовщиной резни, за три дня до того, как Кевину исполнится восемнадцать лет и его перевезут на пять лет в другую тюрьму. Будучи испуганным, он делает Еве своего рода мирное пожертвование, отдав ей глазной протез Селии и сказав, что сожалеет. Ева впервые спрашивает Кевина, почему он совершил убийство, и он отвечает, что больше не уверен. Они обнимаются, и Ева делает вывод, что, несмотря на то, что он сделал, она любит своего сына, хоть, как она сама признаётся в последнем показанном читателю письме к Франклину, только от отчаяния и лени.

## Темы
Шрайвер фокусируется на относительной важности врождённых характеристик и личного опыта в определении характера и поведения, в книге ясно прослеживается обеспокоенность за то, что амбивалентность Евы по отношению к материнству, возможно, повлияли на развитие Кевина. Шрайвер также определяет в качестве одной из основных тем романа американский оптимизм и «раздавленные большие надежды», в лице Франклина, мужа рассказчицы, который выступает в качестве «самодовольного оптимиста, думающий о возможности наличия счастливой семьи».

## Экранизация
В 2005 году студия BBC Films приобрела права на экранизацию книги. Режиссёр картины была выбрана Линн Рэмси. В марте 2009 года стало известно, что Тильда Суинтон согласилась сыграть Еву. Франклина играл Джон С. Рейли, а Кевина Эзра Миллер.
Съёмки начались в Стэмфорде (штат Коннектикут) 19 апреля 2010 года.
Премьера фильма «Нам нужно поговорить о Кевине» состоялась на Каннском кинофестивале 2011 года,, где фильм был одобрительно встречен кинокритиками. В том же в 2011 году картину также показали на Международном кинофестивале в Торонто.

## Внешние ссылки
- «Цена нелюбви» (англ.) на сайте Internet Movie Database
- Лайонел Шрайвер обсуждает «Мы должны поговорить о Кевине» Архивная копия от 20 февраля 2015 на Wayback Machine на BBC's World Book Club
- Интервью с автором от Salon.com
- Интервью с Шрайвером о книге на BBC Radio 4